# Plot Point
Plot Point ist ein von Syd Field in die Drehbuchlehre eingeführter Begriff. Man versteht darunter eine Überraschung im Lauf einer dadurch komplizierten Handlung (Plot): Etwas anderes als das, womit gerechnet wurde, tritt ein oder wird plötzlich erwartet (Peripetie). Ein bestimmtes Eintreten musste folglich, um eine Überraschung zu schaffen, in Aussicht gestellt worden sein.
Wird der Zuschauer auf das Eintreten eines bestimmten Ereignisses – meist die Entscheidung des Konfliktes zwischen Protagonist und Antagonist im Außen- oder Innenkampf – gespannt, verändert eine Überraschung die Vorstellung, die man sich von dem, was kommt, zu machen geneigt ist: Nachdem z. B. der freundliche ältere Herr, der das junge Mädchen nach einer Autopanne mitgenommen hat, sie nicht mehr aussteigen lässt, ist man nicht mehr auf das gespannt, was sie auf der Party erreichen wollte, zu der sie auf dem Weg war, sondern ob sie oder ihr Entführer die Oberhand behalten wird.
Wird der Zuschauer auf eine bestimmte Erklärung – meist in Hinblick auf Gründe, Verlauf und Urheberschaft eines Kapitalverbrechens (Kriminalfilm), aber auch andere ungeklärte Tatbestände (z. B. die „wahre Bestimmung“ Harry Potters) – gespannt, verändert eine Überraschung die Vorstellung, die man sich von dem macht, was die Verhältnisse, die einen beschäftigen, herbeigeführt hat: Nachdem sich z. B. die ermordete kleine Schwester der Hauptbetroffenen als deren leibliche Tochter herausstellt, erscheint ihr Vater mit dem, auf das er zurückblickt, in einem anderen Licht.
Die Überraschung eines Plot Point verändert mit anderen Worten das Bild, welches der Zuschauer sich entweder vom Demnächst oder vom Damals eines Plots macht. Dieser Sinneswandel kann und wird auch oft, muss aber nicht immer vom Protagonisten nachvollzogen werden (dramatische Ironie).
Im klassischen Hollywood-Kino gibt es meistens zwei Plot Points, die jeweils den nächsten Akt einläuten. Während die erste Überraschung den Protagonisten erst richtig in die Probleme führt, schafft die zweite ihm eine Gelegenheit zur Lösung in Gestalt einer Entscheidung oder Erklärung.
Im klassischen Theater spricht man nach dem zweiten Plot Point manchmal von einem retardierenden Moment: Die angebahnte Lösung wird durch etwas unerwartet aus der Vergangenheit Auftauchendes oder ihr sicheres Eintreten Blockierendes kurzfristig in Frage gestellt.